# Football subacqueo

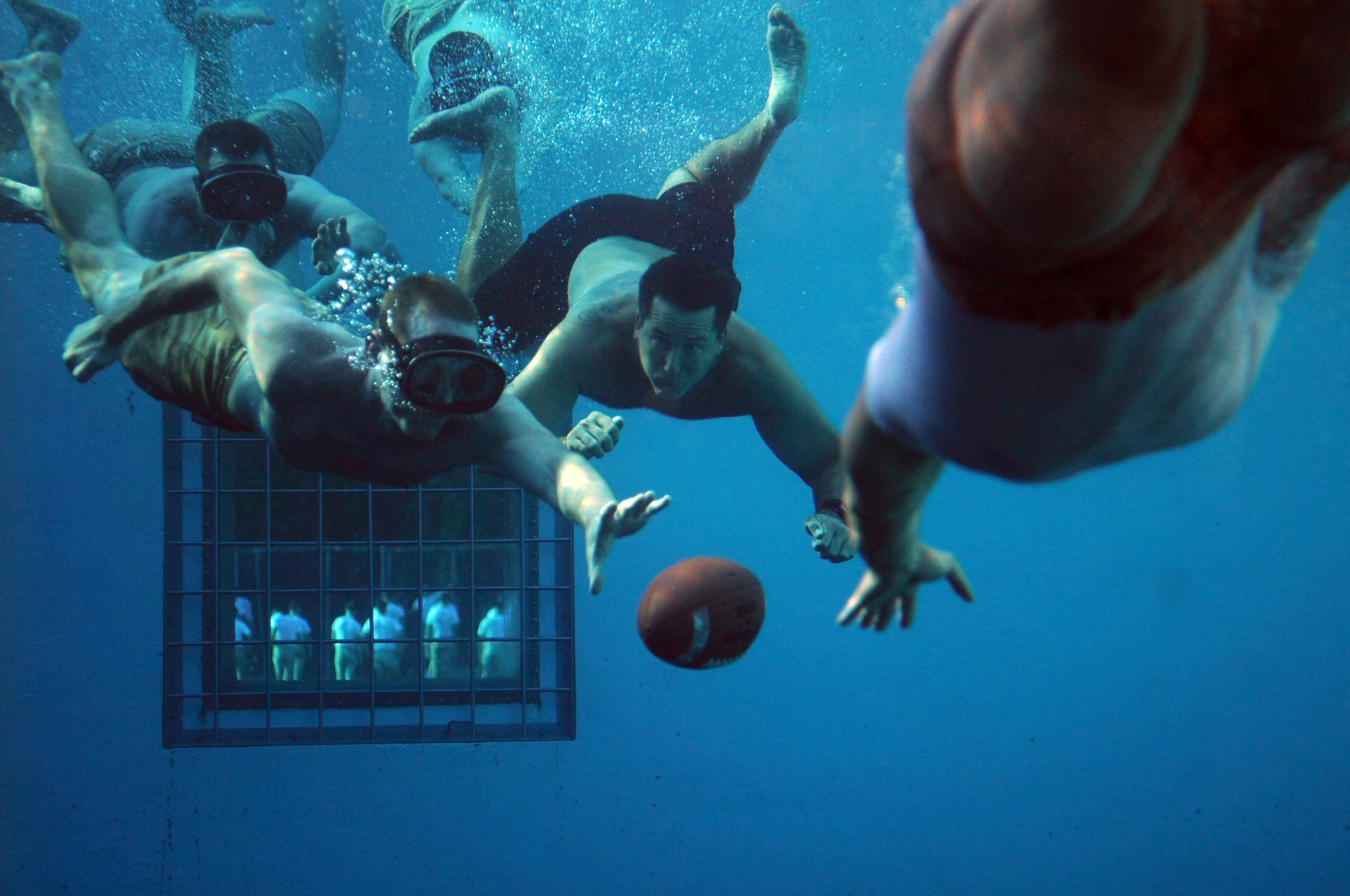
Una partita di football subacqueo

Il football subacqueo è uno sport di squadra che condivide elementi comuni con l'hockey subacqueo ed il rugby subacqueo; si gioca in una piscina con equipaggiamento da snorkeling (maschera, boccaglio e pinne).
L'obiettivo del gioco è manovrare (portandolo e passandolo) un pallone da un lato all'altro della piscina, da parte di giocatori che sono completamente sommersi sott'acqua. Si segna una marcatura piazzando la palla, sotto controllo, nel canaletto sul bordo della piscina.

## Origini
Il football subacqueo nasce negli anni sessanta grazie ad un istruttore di subacquea che insegnava al Frank Kennedy Centre della University of Manitoba. Il gioco si sviluppa da un esercizio di ripescaggio che usava una piastrella della piscina per migliorare le abilità di immersione degli studenti.
Un gioco simile viene ideato all'incirca nello stesso periodo in Inghilterra da Benjamin Olsen, un tifoso di football americano. Inizia a svilupparlo durante l'estate con i suoi amici, fino a renderlo un'attrazione popolare.

## Regole
Nella storia di questo sport sono stati usati diversi tipi di palloni. Questi includono una mattonella da 10 libbre, un pallone da football americano di taglia junior, una mini-palla da basket, tutti con forma ellittica.
Si gioca per gran parte del tempo sotto il pelo dell'acqua. Ogni giocatore può risalire a prendere fiato ogni volta che gli serve, eccetto quando ha il pallone in mano.
Come il football classico un giocatore deve portare la palla oltre lo schieramento avversario fino alla zona obiettivo. Ogni squadra ha tredici giocatori, ma solo cinque in campo contemporaneamente. Il giocatore con la palla può nuotare o passarla ai suoi compagni. Intanto gli avversari cercano di prenderla o intercettarla. Vince la formazione con più punti alla fine del tempo.
Il campo è largo 10 metri, lungo 15 e profondo 4. Una partita è composta da due tempi da 20 minuti con un intervallo di 5.